# Sint
Sint (publicat en DVD com a Saint a Europa i Saint Nick als Estats Units) és una pel·lícula de terror de comèdia negra dels Països Baixos del 2010 sobre Sinterklaas, el personatge en el qual està basat l'anglosaxó Santa Claus. La pel·lícula va ser dirigida per Dick Maas i va marcar el seu retorn al gènere de terror, en el qual va guanyar elogis amb el seu debut De Lift (1983) i Amsterdamned, misteri als canals (1988). La història distorsiona les tradicions populars de Sinterklaas i el retrata com un fantasma que assassina un gran nombre de persones quan la seva nit de celebració anual coincideix amb la lluna plena.

## Argument
El 5 de desembre de 1492, una banda dirigida per l'antic bisbe Nicolau va ser delmada pels vilatans que volien venjar-se del saqueig que havien patit. A partir d'aleshores, cada any que Sant Nicolau coincideix amb el dia de la lluna plena, la colla torna, amb Sant Nicolau al capdavant, per cometre assassinats i desolacions.
L'última vegada que la banda fantasma va tornar va ser l'any 1968. Centenars de persones van morir, inclosa tota la família d'un nen petit, Goert, que ara és un agent de policia. Les autoritats minimitzen els incidents, com ho fa l'Església catòlica, que pretén mantenir en secret la veritable naturalesa de Sant Nicolau.
L'any 2010, com que hi ha lluna plena el 5 de desembre, Goert està molt preocupat i recomana prohibir totes les activitats relacionades amb Sant Nicolau i augmentar la vigilància, però no se'l pren seriosament i es posa de baixa oficial. Tal com prediu Goert, la colla reapareix i mata centenars de persones, la confusió està al seu punt àlgid perquè molts habitants del poble es disfressen de Sant Nicolau, un jove és així detingut per error però aconsegueix escapar, es troba amb Goert i entre ells aconseguiran derrota Sant Nicolau i la seva banda pel foc.

## Repartiment
- Huub Stapel: Sant Nicolau
- Egbert-Jan Weeber: Frank, un adolescent acusat injustament.
- Madelief Blanken: Natasha, una amiga de Frank.
- Caro Lenssen: Lisa, una amiga de Frank.
- Escha Tanihatu: Sophie, la millor amiga de la Lisa.
- Niels van den Berg: jove Goert
- Bert Luppes: Goert, adult.
- Cynthia Abma: la mare de la Lisa
- Kees Boot: un policia
- Jorgen Scholtens: policia número 3
- Joey van der Valden: Hanco, amic de Frank
- Jim Deddes: Sander, amic de Frank

## Estrena
Sint va tenir un llançament internacional substancial amb drets venuts a més de 30 països. Va ser llançat en DVD amb anglès subtítols al Regne Unit per Metrodome Distribution el 2011.

## Recepció
Sint va rebre crítiques negatives quan es va estrenar, i els crítics van afirmar que la premissa de la pel·lícula era prometedora, però mai va assolir tot el seu potencial.
Chris Cabin de Slant Magazine va valorar la pel·lícula amb una de quatre estrelles, qualificant-la de "trama previsible i visualment monòtona", criticant les morts "no excepcionals" de la pel·lícula i la manca de tensió i/o ensurts. James Dennis de Screen Anarchy va donar a la pel·lícula una crítica mixta, escrivint: "Amb efectes forts, és un passejada divertida i divertida mentre duri, però no és una cosa que romangui molt a la ment I això és una mica de vergonya donat el potencial de la premissa esgarrifosa de Sint."

## Controvèrsia
Tot i que els nens no tenien permís per veure la pel·lícula, la preocupació dels pares va sorgir pel cartell de la pel·lícula, vist als carrers i als vestíbuls de les sales de cinema. Mostra Sinterklaas amb una cara mutilada i una mirada malèvola. Algunes persones estaven preocupades perquè això pogués ser confús i aterridor per als nens petits que encara creuen en Sinterklaas. L'octubre de 2010 es va presentar una denúncia legal en la qual es demanava la retirada de tots els cartells. En el cas judicial posterior, el director Dick Maas va argumentar que si els pares podien fer creure als seus fills que existia Sinterklaas, també podrien informar als seus fills que l'home del cartell no era l'autèntic Sinterklaas. El tribunal va donar la raó a Maas, assenyalant que la cara mutilada no era prou visible al cartell, i va rebutjar la queixa.